# Liste von Sakralbauten in Bad Homburg vor der Höhe
Die Liste der Sakralbauten in Bad Homburg vor der Höhe umfasst die für Gottesdienste, unabhängig von der Glaubensrichtung, vorgesehenen Sakralbauten der Stadt Bad Homburg vor der Höhe.

## Religiös genutzte Sakralbauten
| Name                                               | Bild | Standort                                                                         | Erste Erwähnung, erster Bau | Heutiger Bau       | Konfession                                            | Geschichte | Architektur des heutigen Gebäudes | Bemerkungen |
| -------------------------------------------------- | --- | -------------------------------------------------------------------------------- | --------------------------- | ------------------ | ----------------------------------------------------- | --- | --- | --- |
| Advent-Kapelle                                     | | Gonzenheim Feldstraße 71 Bad Homburg 50,2185° N, 8,63142° O                      |                             |                    | Siebenten-Tags-Adventisten                            | | | |
| Allerheiligenkirche auch Russische Kapelle genannt | | Kaiser-Friedrich-Promenade 84 Bad Homburg 50,22571° N, 8,62513° O                |                             | 22. September 1899 | russisch-orthodox                                     | Von 1922 bis 1946 gab es nur selten Gottesdienste in der Kirche. Heute finden hier regelmäßig Gottesdienste in deutscher und kirchenslawischer Sprache statt.                                         | Der Bau entspricht dem Stil russischer Kirchen des 16. Jahrhunderts. Das Zwiebeltürmchen überragt die Vierung.                                                                         | Der Grundstein wurde am 16. Oktober 1896 in Anwesenheit des russischen Zarenpaars Nikolaus II. und Alexandra Fjodorowna (geborene Alix von Hessen-Darmstadt) gelegt.                                                                            |
| Christuskirche                                     | | Berliner-Siedlung, Stettiner Straße 53 Bad Homburg 50,22385° N, 8,59975° O       |                             |                    | evangelisch                                           | | | |
| Erlöserkirche                                      | | Dorotheenstraße 1 Bad Homburg 50,22666° N, 8,61172° O                            |                             | 17. Mai 1908       | evangelisch                                           | | Viertürmige, kreuzförmige Emporenbasilika im Stile der wilhelminischen Neuromanik | Die Erlöserkirche ist die evangelische Hauptkirche der Kurstadt. Raumgestaltung und Ausmalung des Inneren erinnern an die Hagia Sophia. |
| Evangelisch-Freikirchliche Gemeinde                | | Sodener Str. 18 Bad Homburg 50,2238° N, 8,60432° O                               | 7. Oktober 1962             | 1984               | evangelisch-freikirchlich                             | Diese Evangelisch-Freikirchliche Gemeinde gibt es seit 1887 in Bad Homburg. 1962 wurde das erste eigene Gotteshaus gebaut. 1984 war Einweihung des zweiten Hauses (Bild) mit großem Gottesdienstraum. | | |
| Evangelische Kirche (Gonzenheim)                   | | Gonzenheim Kirchgasse 10 Bad Homburg 50,22095° N, 8,64072° O                     | 1570                        | 1845 + 1877        | evangelisch                                           | Bereits 1570 stand hier eine Kirche, die 1686 mit einem Kirchturm erweitert wurde. 1845 erfolgte ein Neubau, aber zunächst nur der Kirchturm. Erst 1876–77 wurde das Kirchenschiff erbaut.            | | |
| Gedächtniskirche                                   | | Kirdorf An der Gedächtniskirche 2 Bad Homburg 50,23795° N, 8,60806° O            |                             | 17. August 1913    | evangelisch                                           | | Architekt der von einem Kirdorfer Bürger gestifteten Kirche war Heinrich Jacobi. | Die Kirchenfenster sind von einzelnen Bürgern gestiftet, ihre Namen stehen auf dem jeweiligen Fenster. Kanzel, Altar, Taufstein, Kronleuchter und Abendmahlsgeräte stammen aus der Schlosskirche und sind eine Schenkung von Kaiser Wilhelm II. |
| Heilig-Kreuz-Kirche                                | | Gonzenheim, Auf der Schanze 22 Bad Homburg 50,21754° N, 8,63561° O               | 1952–1953                   | 1953               | römisch-katholisch                                    | | | Hier steht die 1867 von J.W.Walker (England) für die Englische Kirche gebaute Orgel. Zum Bistum Limburg gehörend. |
| Herz Jesu Kirche                                   | | Gartenfeldsiedlung, Heuchelheimer Straße 92a, Bad Homburg 50,23361° N, 8,5943° O |                             | 1969               | römisch-katholisch                                    | | | Zum Bistum Limburg gehörend. |
| Königreichssaal Jehovas Zeugen                     | | Töpferweg 1 Bad Homburg 50,23091° N, 8,61602° O                                  |                             |                    | Zeugen Jehovas                                        | | | |
| Marienkirche                                       | | Dorotheenstraße 17, Bad Homburg 50,22605° N, 8,61364° O                          |                             | 14. August 1895    | römisch-katholisch                                    | Erstes von der katholischen Gemeinde in Bad Homburg von 1892 bis 1895 gebaute Kirchengebäude. | | Zum Bistum Limburg gehörende römisch-katholische Hauptkirche in Bad Homburg. |
| Moschee Al Hikma                                   | Bild gesucht Die Wikipedia wünscht sich an dieser Stelle ein Bild vom Ort mit diesen Koordinaten 50.234041 8.594103 . Motiv: Moschee Al Hikma Falls du dabei helfen möchtest, erklärt die Anleitung , wie das geht. BW | Gartenfeldstraße 51, Bad Homburg 50,23404° N, 8,5941° O                          |                             | 1990               | Islam                                                 | | Das Gebäude ist ein einstöckiger Flachbau. | |
| Moschee Ulu Camii                                  | | Schaberweg 9, Bad Homburg 50,2201° N, 8,61091° O                                 |                             | 1990               | Islam                                                 | | Das Gebäude hat ein Minarett. | Die Moschee wird von einem im DITIB organisierten Verein betrieben. |
| St.-Elisabeth-Kirche                               | | Ober-Eschbach An der Leimenkaut 5 Bad Homburg 50,21489° N, 8,64678° O            | 1964                        | 1993               | römisch-katholisch                                    | Baubeginn war am 25. September 1992. Die Einweihung erfolgte am 3. Dezember 1995. | | Sie ist die jüngste Kirche in Bad Homburg. Bistum Mainz |
| St. Johannes                                       | | Kirdorf Am Kirchberg Bad Homburg 50,24142° N, 8,61045° O                         | 1229–1622 1650–? 1751–?     | 31.08.1862         | römisch-katholisch                                    | | spätklassizistischer Rundbogenstil | Zum Bistum Limburg gehörend, im lokalen Sprachgebrauch auch oft als „Taunusdom“ bezeichnet. |
| St. Martin                                         | | Ober-Erlenbach Martinskirchstraße 14 Bad Homburg 50,22647° N, 8,6827° O          | 1160–1763                   | 1765               | römisch-katholisch                                    | | Barockkirche | Bistum Mainz |
| Waldenserkirche                                    | | Dornholzhausen, Dornholzhäuser Str. 12 Bad Homburg 50,24096° N, 8,58773° O       | 1701                        | 1724               | ehemals Waldenser, heute evangelisch-reformiert       | 1699 siedelten sich hier französische Glaubensflüchtlinge, die Waldenser, an. Sie durften ihren Glauben behalten, die Gottesdienste wurden bis Ende des 19. Jahrhunderts auf Französisch abgehalten.  | Saalbau mit abgewalmtem Dach, hohe Rundbogenfenster und Rundbogenportal in der Hauptfront. Barocke Kanzel mit der Aufschrift „Je trouve ici mon asile“ (Hier finde ich meine Zuflucht) | |
| Zur Himmelspforte                                  | | Ober-Eschbach, Ober-Eschbacher Str. 76 Bad Homburg 50,21747° N, 8,65111° O       |                             | 1731               | ehemals evangelisch-lutherisch, seit 1823 evangelisch | | Rechteckbau mit abgeschrägten Kanten, gaubenbesetztem Walmdach und abgestuftem, achtseitigem Haubendachreiter.                                                                         | |

## Entweihte Sakralbauten
| Name                                | Bild | Standort                                              | Bau von bis                        | Kirchliche Nutzung                | Konfession                                                                                    | Geschichte | Architektur des Gebäudes | Bemerkungen                                                                     |
| ----------------------------------- | ---- | ----------------------------------------------------- | ---------------------------------- | --------------------------------- | --------------------------------------------------------------------------------------------- | --- | --- | ------------------------------------------------------------------------------- |
| Englische Kirche                    |      | Ferdinandplatz Bad Homburg 50,22516° N, 8,62267° O    | 1861 bis 1865                      | 2. September 1868 bis 1914        | Church of England                                                                             | Erbauung durch den Homburger Baumeister Christian Holler begann 1861. Einweihung war am 2. September 1868 durch den Lord-Bischof von London. Die letzte kirchliche Handlung war eine Trauung am 6. Juni 1914.                                                                 | Zweigeschossige Hallenkirche mit halbrund geschlossenem Chor und einem abgeschleppten, mit Schiefer eingedeckten Satteldach. | Das Gebäude wird heute als Kulturzentrum genutzt und steht unter Denkmalschutz. |
| Jakobskirche (vormals Jacobskirche) |      | Dorotheenstraße 5 Bad Homburg 50,22674° N, 8,61273° O | 1718 bis 1723                      | 25. Juli 1724 bis 14. August 1895 | französisch-reformiert (Hugenotten) bis 1812 (oder 1816), danach bis 1895 katholische Nutzung | Nach der kirchlichen Nutzung erfolgte 1905 ein Umbau durch Louis Jacobi zur Turnhalle für die Homburger Turngemeinde (HTG). 2012 wurde das Gebäude an die Galerie Scheffel verkauft und Ausstellungen erfolgen seit Mai 2016.                                                 | Massiv errichteter Saalbau mit großvolumigem Krüppelwalmdach mit Haubendachreiter. Die Wetterfahne stammt aus dem Jahr 1718. | Kulturdenkmal                                                                   |
| Schlosskirche                       |      | Schlosskirche Bad Homburg 50,22814° N, 8,61062° O     | 1697 (siehe auch Alte Stadtkirche) | 1697 bis 1908                     | Evangelisch                                                                                   | Die Schlosskirche war bis 1908 als Stadtkirche genutzt. Der Standort war der der Fürstengruft. Um die Kirche in das neue Landgrafenschloss einbinden zu können, wurde die früher geostete Kirche nun gedreht wieder aufgebaut. Die Kirche wird heute als Konzertsaal genutzt. | 0 | 0                                                                               |
| Synagoge Ober-Erlenbach             |      | Bornstraße 14 Ober-Erlenbach 50,22621° N, 8,68063° O  | 1855 stand das Gebäude bereits     | 1855 bis vor 1924                 | jüdisch                                                                                       | Nach dem Ersten Weltkrieg wurde die Nutzung als Synagoge durch die Gemeinde Ober-Erlenbach aufgegeben und das Gebäude zu Wohnzwecken vermietet. | Wohnhaus mit Hofreite | Kulturdenkmal                                                                   |

## Nicht mehr vorhandene Sakralbauten
| Name             | Bild | Standort                                                                | Erste Erwähnung, Bauten                                  | Kirchliche Nutzung                     | Konfession  | Geschichte | Architektur des Gebäudes                                                                     | Bemerkungen |
| ---------------- | ---- | ----------------------------------------------------------------------- | -------------------------------------------------------- | -------------------------------------- | ----------- | --- | -------------------------------------------------------------------------------------------- | --- |
| Alte Stadtkirche |      | Standort der heutigen Schlosskirche Bad Homburg 50,22814° N, 8,61062° O | Mittelalter bis 1680                                     | Mittelalter bis 1680                   | Evangelisch | Die mittelalterliche Stadtkirche war der Vorgängerbau der heutigen Schlosskirche. Landgraf Friedrich II. ließ die Kirche 1680 abreißen, um an der Stelle das Landgrafenschloss erbauen zu können. Erhalten blieb der Fürstengruft. Auf dieser wurde die Schlosskirche erbaut und in das Schloss integriert. | Die Kirche ist auf dem Stich von Merian zu sehen.                                            | 0 |
| Synagoge         |      | Elisabethenstraße 8, Ecke Wallstraße Bad Homburg 50,23042° N, 8,6127° O | Vorgängergebäude wurde von 1731/32 bis ca. 1860 genutzt. | 9. November 1886 bis 10. November 1938 | jüdisch     | Die Pläne stammen von Christian Holler. 1904 wurde die Synagoge umgebaut. Die Spielbank, die Staatskasse, die Stadt Bad Homburg, Kurgäste und Landgraf Ferdinand von Hessen-Homburg unterstützen bei der Finanzierung des Baus.                                                                             | Synagoge mit Zwiebelkuppeln auf zwei Türmen. Der große Betraum umfasste mehr als 400 Plätze. | Die Synagoge wurde in der Reichskristallnacht in Brand gesetzt und völlig zerstört. Seit 1988 erinnert ein Gedenkstein an die Synagoge. |

## Sonstiges
Teil des Kastell Saalburg waren zur Römerzeit sicherlich auch Sakralbauten. Rekonstruiert wurde ein so genanntes „Mithräum“. Im Kurpark Bad Homburg befinden sich zwei Sala-Thai. Diese dienten aber nie religiösen Zwecken.

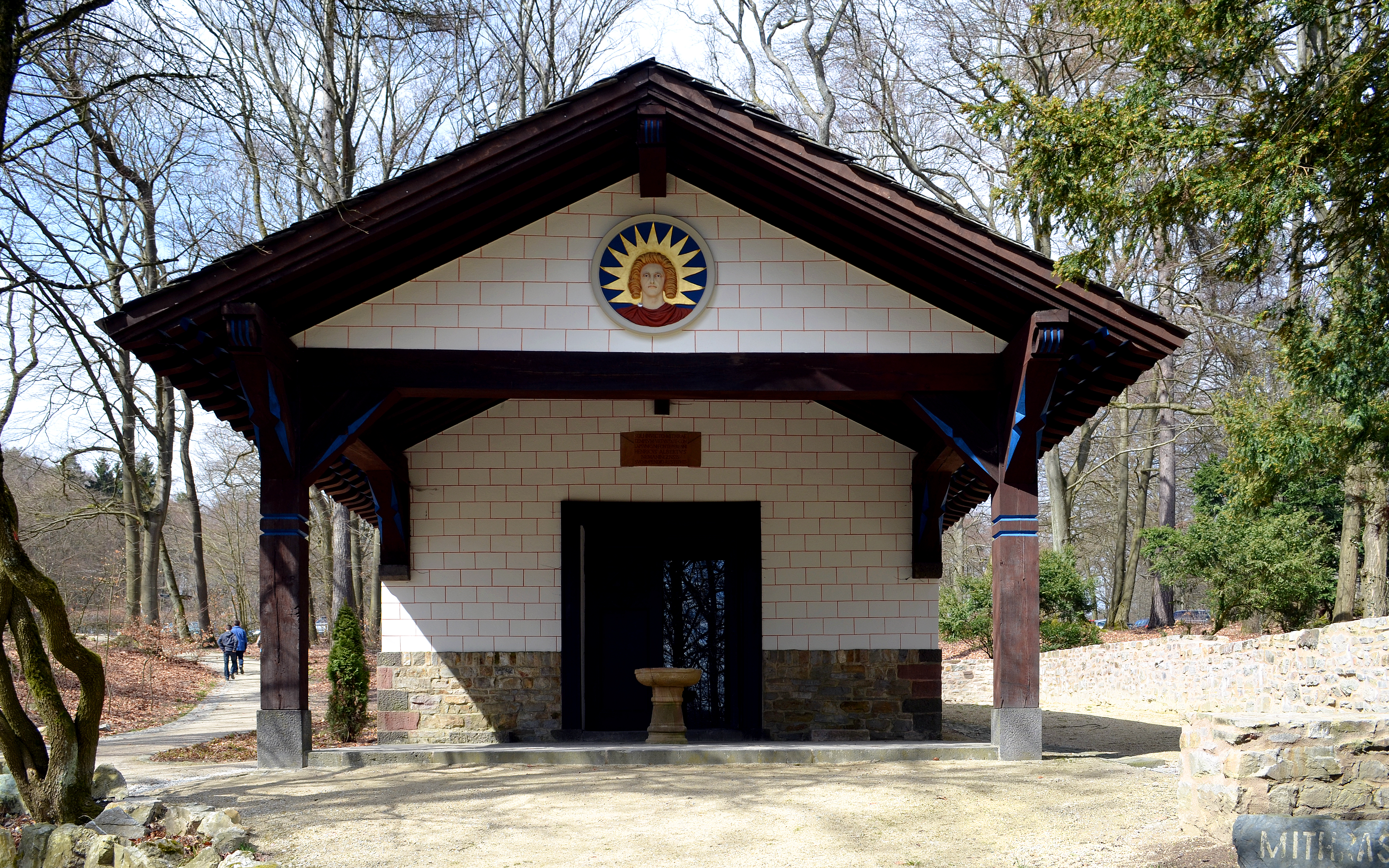
Mithräum
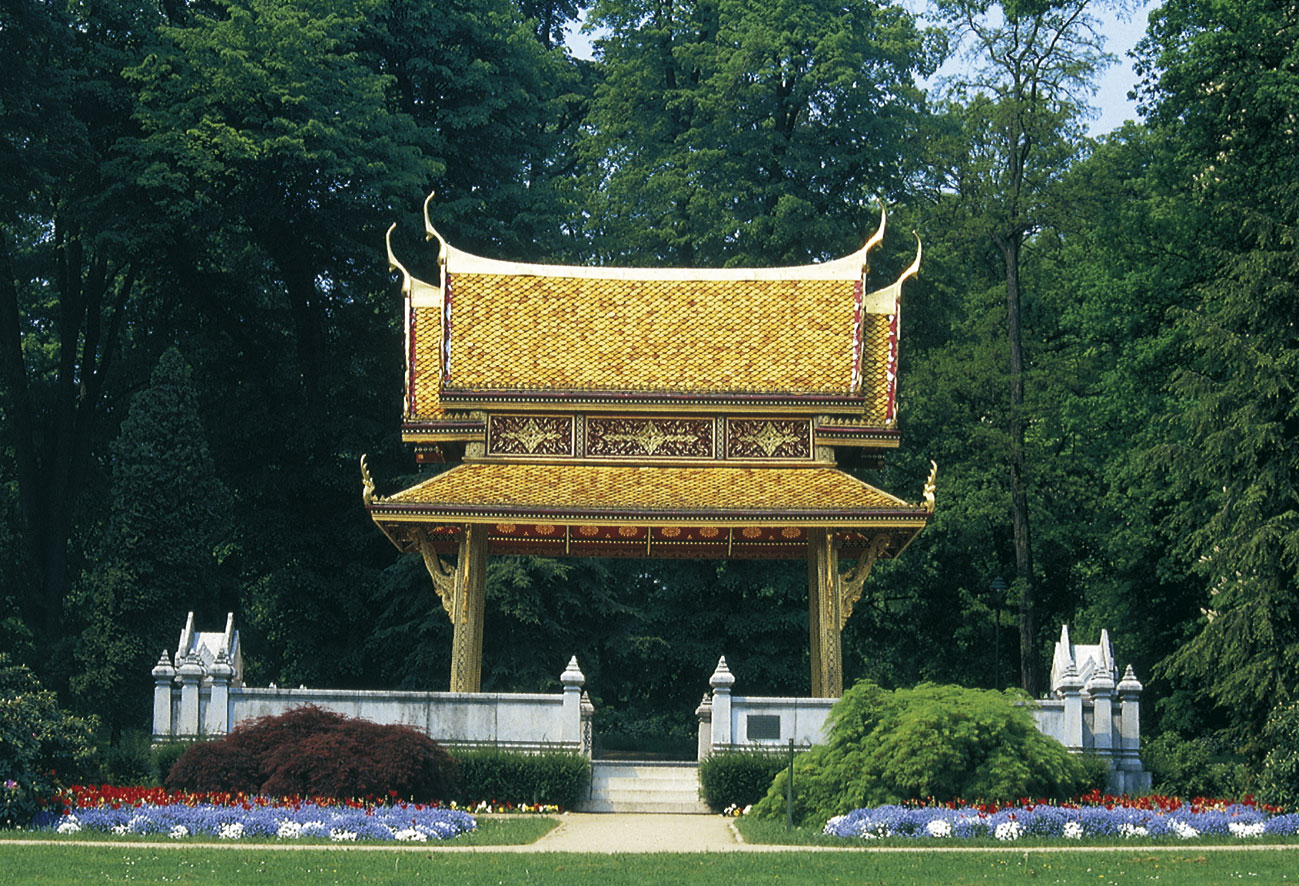
Sala-Thai I
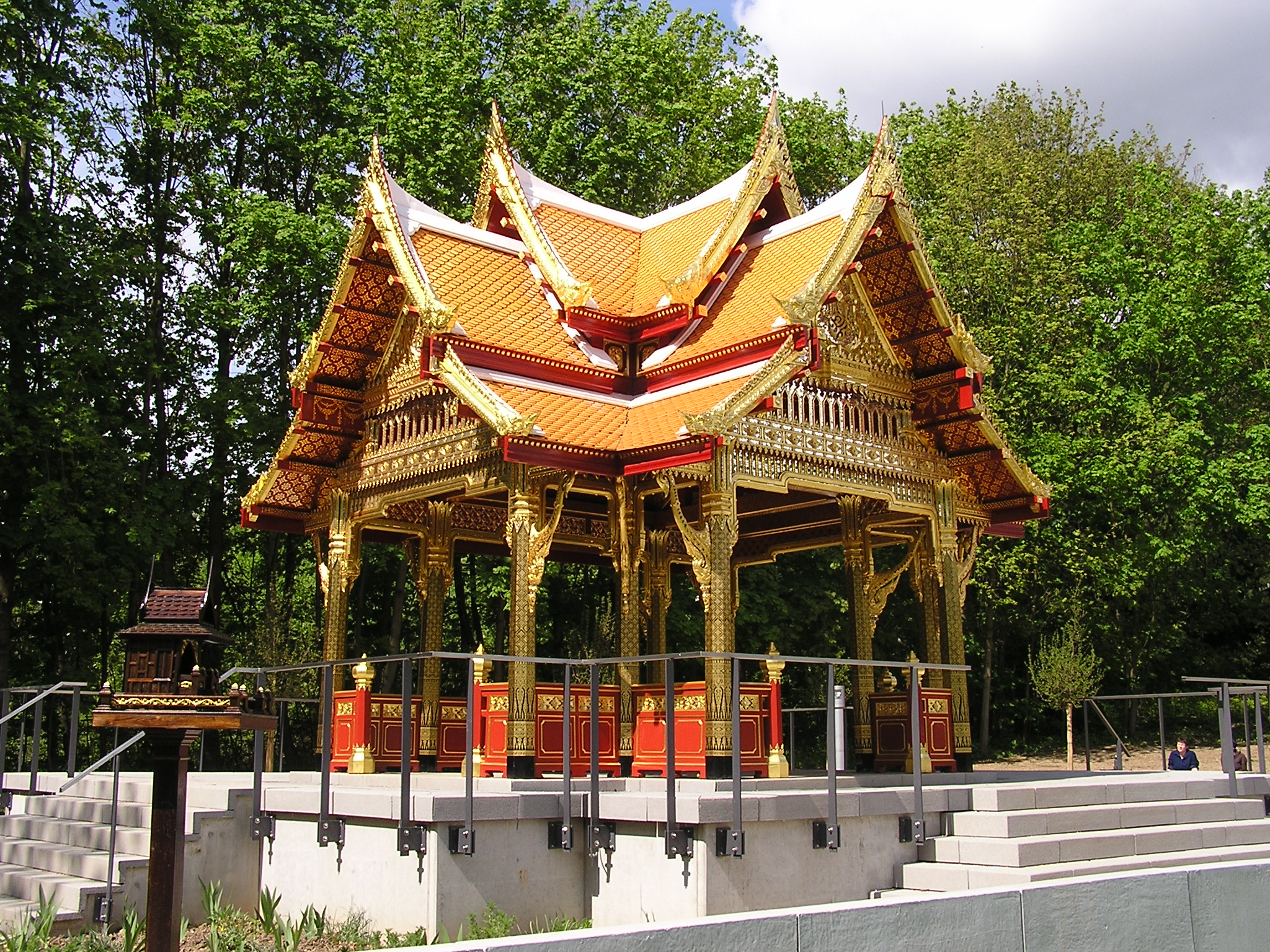
Sala-Thai II